# 朝日農業賞
朝日農業賞（あさひのうぎょうしょう）は、朝日新聞社が主催していた農業に関する賞。

## 概要
1963年（昭和38年）創設。毎年、全国より新しい農業発展の事業と地域社会の向上に顕著な業績をあげた集団のなかから、とくに優秀なものを選出して「朝日農業賞」を贈り、その集団の業績をひろく社会に紹介して、わが国の農業の振興と発展に寄与しようとするものである（朝日新聞社農業賞事務局『朝日農業賞』から）。
毎年、全国各地より「農業の振興と発展」に寄与した5団体が選ばれ顕彰されてきたが、1998年（平成10年）、次年度より新たに創設される「明日への環境賞・農業特別賞部門」への移行にともない廃止された。
地球温暖化防止や環境保全という地球的時代への変化の趨勢を受け、朝日新聞社は創刊120周年に当たる1999年（平成11年）に「明日への環境賞」を設け、朝日農業賞の精神はその一環である「農業特別賞（環境に配慮しつつ実績をあげている優れた農業生産活動）」の部門に引き継がれた。
なお「明日への環境賞」の対象には、同じく「朝日森林文化賞」から受け継がれた「森林文化特別賞：顕著な実績をあげている森林保全・緑化などの活動」、そして新たに設けられた「環境保全に貢献する実践活動：NGOや自治体、企業などの活動。著作や映像など」がある。

## 歴代受賞団体
- 第1回   1963年（昭和38年）度
  - 伯耆酪農農業協同組合（鳥取県）：
- 第2回   1964年（昭和39年）度
- 第3回   1965年（昭和40年）度
  - 秩父別農業協同組合(北海道)：農民の自主自立、組合員一体の安定した経営基盤拡充
- 第4回   1966年（昭和41年）度
  - 北軽井沢開拓農業協同組合(群馬県)：開拓者集団による高冷地酪農と高原野菜の営農確立
- 第5回   1967年（昭和42年）度
  - 十和村十川農協（高知県）：地場産業の振興、複合経営の指導により地域社会の発展に貢献
- 第6回   1968年（昭和43年）度
  - 山北町清水農業協同組合茶業部(静岡県)：農業構造改善事業により集荷体制の合理化
  - 南さつま農業協同組合(鹿児島県)：土地基盤整備を確立・大型機械化体系による低コストで良質茶の生産
- 第7回   1969年（昭和44年）度
- 第8回   1970年（昭和45年）度
- 第9回   1971年（昭和46年）度
  - 吉良町宮迫茶業組合(愛知県)：共同による茶葉栽培の経営確立
- 第10回 1972年（昭和47年）度
  - 大内山酪農農業協同組合(三重県)：[1]
- 第11回 1973年（昭和48年）度
  - 函南東部農業協同組合(静岡県)：農協独自の近代的牛乳生産、酪農の発展に貢献
  - 軽米町車門集落(岩手県)：集落内における労働力・土地・有機物の「三交換制」で営農発展
- 第12回 1974年（昭和49年）度
  - 丸朝園芸農業協同組合(千葉県)：
  - 農事組合法人下湯口ゴールド農園(青森県)：原野を開墾、りんごの共同栽培
- 第13回 1975年（昭和50年）度
  - 弥彦村麓二区水稲生産組合(新潟県)：
  - 東部町中屋敷ぶどう組合(長野県)：
- 第14回 1976年（昭和51年）度
  - 潟西村農業協同組合(秋田県)：
- 第15回 1977年（昭和52年）度
  - 東多奇酪農生産組合(北海道)：
  - 古無田茶業組合(熊本県)：
  - 七八園芸組合(石川県)：
  - 木頭村果樹研究会(徳島県)：
  - 長船町農協酪農部会(岡山県)：
- 第16回 1978年（昭和53年）度
- 第17回 1979年（昭和54年）度
  - 豊橋養鶉農業協同組合(愛知県)：
  - 秋田みなみ農業協同組合若美総合支所メロン部会(秋田県)：砂地における果実栽培による経営拡大
- 第18回 1980年（昭和55年）度
  - 菊永茶生産組合(鹿児島県)：大型機械化体系による低コスト良質茶生産
  - 三里浜特産農業協同組合（福井県）：特産野菜の生産・加工・販売に至る一貫体制を確立
- 第19回 1981年（昭和56年）度
- 第20回 1982年（昭和57年）度
- 第21回 1983年（昭和58年）度
  - 南張温室組合（三重県）：
- 第22回 1984年（昭和59年）度
  - 津久井みかん組合(神奈川県)：
  - 中札内村農業協同組合(北海道)：耕畜連携による有機農業・循環農法の実践
- 第23回 1985年（昭和60年）度
  - 有限会社神林カントリー農園(新潟県)：
- 第24回 1986年（昭和61年）度
  - 農事組合法人穂高町農業生産組合(長野県)：構造の変換と経営管理を重視した営農の取り組み
  - みやぎ生協古豊室農業生産組合(宮城県)：梅干の生産
  - 氷川町不知火干拓機械利用組合（熊本県）：
- 第25回 1987年（昭和62年）度
  - 古豊室農業生産組合(宮城県)：
  - 阿東町農業経営研究会(山口県)：
  - 追土地中央生産組合(宮城県)：減農薬・減化学肥料栽培による生産者直販による事業の拡大・合理化
- 第26回 1988年（昭和63年）度
  - 東毛酪農業協同組合(群馬県)：消費者とのコミュニケーションを通じ、安全で美味しい牛乳生産への取り組み
- 第27回 1989年（平成元年）度
- 第28回 1990年（平成2年）度
  - 上野新農業生産組合(新潟県)：
  - 前沢町農業協同組合肉牛部会(岩手県)：
  - 神戸市立農業公園(兵庫県)：ワイン醸造を軸とする農業公園
- 第29回 1991年（平成3年）度
  - 鳥羽志摩農業協同組合磯部支店いちご部会：品質管理・栽培管理・部会活動が優秀
- 第30回 1992年（平成4年）度
  - 上田川えのき茸生産組合(宮城県)：協業経営による生産の合理化、製品のブランド化、資源リサイクルなど
  - 志摩の朝市会（福岡県糸島郡）：農業・漁業の振興
- 第31回 1993年（平成5年）度
  - つくば市谷田部農業協同組合営農センター産直部会(茨城県)：
  - 馬路村農業協同組合柚子加工場(高知県)：
  - 有限会社はざま（宮崎県）：サイクル農業の確立による畜産業の合理的経営
- 第32回 1994年（平成6年）度
  - 津久井浜観光農業振興協議会(神奈川県)：
  - 農事組合法人羽白開発(青森県)：直播き栽培方法による環境に優しい米づくり：
  - 有限会社ティアンドティナーサリー(栃木県)：機械の共同利用による組織活動の拡大
  - 阿難祖領家(あどそりょうけ)生産組合(福井県大野市)：地区の農業完全協業経営による生産の合理化および拡大 (代表、土屋順信(つちやよりのぶ))
- 第33回 1995年（平成7年）度
  - 梨北大草農業協同組合桃部会(山梨県)：
  - 角田市農業協同組合(宮城県)：
- 第34回 1996年（平成8年）度
  - 鹿沼農業公社(栃木県)：大規模土地利用型農業
  - 花き園芸農業協同組合・太陽の花(沖縄県)：海外現地法人による種苗供給でコスト引下げと安定生産、県内農家の省力化・農地の効率的活用
  - 農事組合法人伊賀の里(三重県)：養豚農家協同で食肉二次加工製品の合理化・地ビールなどの経営拡大
- 第35回 1997年（平成9年）度
  - 所沢市富岡農事研究会(埼玉県)：
  - ひまわり農業協同組合女性部(愛知県)：
  - 西宇和農業協同組合三崎柑橘協同選果部会(愛媛県)：
  - 屏風山野菜振興会（青森県）：砂丘地農業を育成
- 第36回 1998年（平成10年）度 
  - 農事組合法人柏台生産組合(北海道)：大規模経営による経営の合理化および福利厚生の充実
  - 横須賀・長井有機農法研究会(神奈川県)：
  - 有限会社神林カントリ一農園(新潟県)：
  - 篠山町農業協同組合生産部(兵庫県)：
  - 久住町和牛振興会(大分県)：畜産経営における有効な資源利用による優秀な製品の供給